# Stemme S10
Stemme S10 – niemiecki dwumiejscowy motoszybowiec wykorzystywany do szkolenia zaawansowanego i turystyki.

## Historia
Konstrukcja została opracowana w firmie Stemme GmbH & Co. Jej głównym projektantem jest dr Reiner Stemme, będący jednocześnie właścicielem przedsiębiorstwa. Oblot prototypu został wykonany 7 lipca 1986 r. Firma Stemme przy budowie maszyny współpracowała z innymi przedsiębiorstwami, m.in. z Przedsiębiorstwem Doświadczalno-Produkcyjnym Szybownictwa PZL Bielsko. Polski kooperant zajął się produkcją tylnej części belki kadłubowej ze statecznikiem pionowym. Stopniowo w Polsce produkowano kolejne elementy motoszybowca, ostatecznie zakłady w Bielsku przejęły produkcję wszystkich elementów kompozytowych. W zakładach Allstar PZL Glider produkowano elementy 12 szybowców rocznie. Centralna kratownica kadłuba jest budowana w zakładach PZL w Mielcu. Montaż końcowy Stemme S10 odbywa się w Berlinie. 31 grudnia 1990 r. Stemme 10 uzyskał europejski certyfikat LBA, amerykański certyfikat typu FAA przyznano mu w czerwcu 1992 r. Do 2008 r. zbudowano 200 egzemplarzy tego motoszybowca. Do 2014 r. wyprodukowano łącznie 240 maszyn, w 2019 r. było to ok. 260.
Cena motoszybowca wynosi ok. 250 000 dolarów USA, pomimo jej wysokości znalazł odbiorców zagranicznych. Jeden egzemplarz jest eksploatowany w Polsce ze znakami SP-0063. Inny nabyła Rosja, gdzie w zakładach Irkut został zaadaptowany na bezzałogowy statek powietrzny Irkut-850. Do 21 listopada 2002 r. motoszybowiec, w wersji oznaczonej jako TG-11A, był w kilku egzemplarzach eksploatowany w U.S. Air Force Academy.
Klaus Ohlmann na Stemme 10 26 listopada 2000 r. pobił rekord świata w locie po trójkącie. Nad Andami przeleciał trasę o długości 2459 km.

## Wersje
Produkowane wersje motoszybowca:
- S10 – wersja podstawowa z silnikiem Limbach L 2400,
- S10-V – wersja o rozpiętości skrzydeł 23 m,
- S10-VC – wersja z powiększonymi zbiornikami paliwa i wydłużonym zasięgu[11],
- S10-VT – wersja z silnikiem Rotax 914F2/S1 o mocy 115 KM, o rozpiętości skrzydeł 23 m, wyposażony w osiem ogniw fotowoltaicznych[6],
- S10-VTX – wersja rozwojowa S10-VT, wyposażona w dwa podskrzydłowe zaczepy o nośności 60 kg każdy, wykorzystywana do lotów badawczych i testowych. Egzemplarz tej wersji, zarejestrowany w Rosji ze znakami RA-3242K, został zaadaptowany na bezzałogowy statek powietrzny Irkut-850[12].

## Konstrukcja

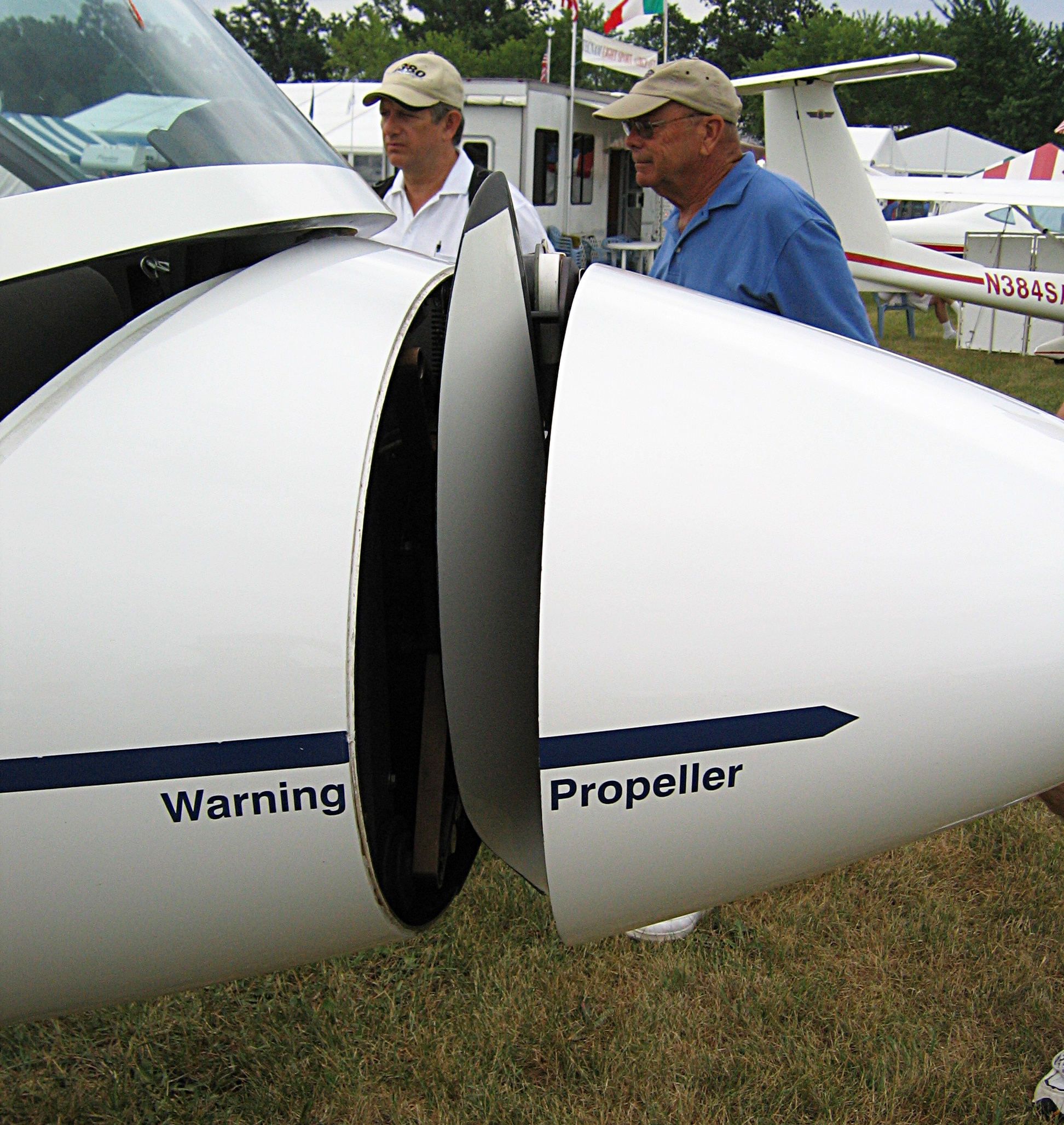
Śmigło w Stemme S10

Dwumiejscowy motoszybowiec w układzie górnopłatu o mieszanej konstrukcji.
Kadłub o konstrukcji skorupowej, składa się z części przedniej mieszczącej kabinę załogi z miejscami załogi obok siebie, części centralnej zbudowanej z kratownicy, do której zamontowany jest silnik oraz podwozie. Trzecią częścią kadłuba jest półskorupowa belka ogonowa z usterzeniem w układzie T. Kabina załogi jest osłonięta osłoną unoszoną w górę do przodu. Za fotelami załogi znajduje się przestrzeń, którą można wykorzystać jako bagażnik lub zamontować w niej butle z tlenem. Płat trójdzielny z centropłatem i końcówkami o profilu HQ 41/14,35. Klapy zajmują całą długość centropłatu, lotki zajmują końcówki płata. Konstrukcja skrzydła jednodźwigarowa, dźwigar wykonany z rowingu. Hamulce aerodynamiczne typu Schempp-Hirth zamocowane na górnej powierzchni centropłata. Do hangarowania istnieje możliwość złożenia skrzydeł. Podwozie trójpunktowe ze stałym, sterowanym kółkiem ogonowym, golenie główne chowane w locie do kadłuba. Napęd stanowi czterocylindrowy silnik spalinowy Limbach L 2400EB1D o mocy 69 kW (93 KM), zamocowany w centralnej części kadłuba. Za pomocą długiego wału napędza dwułopatowe śmigło Stemme 10AP-N o średnicy 1,63 m, które można złożyć do wnętrza kadłuba.